# Srnjak
Srnjak je naselje v Občini Velike Lašče.